# Liste des distinctions de Lady Bird
Cette page dresse la liste des distinctions obtenues par le film américain Lady Bird, sorti aux États-Unis le 3 novembre 2017, au cours de la saison des récompenses 2017-2018.

## Récompenses et nominations
| Cérémonie                                       | Date             | Catégorie                                                                   | Lauréats et nommés                         | Résultat   |
| ----------------------------------------------- | ---------------- | --------------------------------------------------------------------------- | ------------------------------------------ | ---------- |
| AACTA International Awards                      | 5 janvier 2018   | Meilleur film                                                               | Lady Bird                                  | Nomination |
| AACTA International Awards                      | 5 janvier 2018   | Meilleur réalisateur                                                        | Greta Gerwig                               | Nomination |
| AACTA International Awards                      | 5 janvier 2018   | Meilleure actrice                                                           | Saoirse Ronan                              | Nomination |
| AACTA International Awards                      | 5 janvier 2018   | Meilleure actrice dans un second rôle                                       | Laurie Metcalf                             | Nomination |
| AACTA International Awards                      | 5 janvier 2018   | Meilleur scénario                                                           | Greta Gerwig                               | Nomination |
| AARP Annual Movies for Grownups Awards,         | 5 février 2018   | Meilleur film                                                               | Lady Bird                                  | Nomination |
| AARP Annual Movies for Grownups Awards,         | 5 février 2018   | Meilleure actrice dans un second rôle                                       | Laurie Metcalf                             | Lauréat    |
| AARP Annual Movies for Grownups Awards,         | 5 février 2018   | Meilleur film intergénérationnel                                            | Lady Bird                                  | Nomination |
| Alliance of Women Film Journalists,             | 9 janvier 2018   | Meilleur film                                                               | Lady Bird                                  | Nomination |
| Alliance of Women Film Journalists,             | 9 janvier 2018   | Meilleur réalisateur                                                        | Greta Gerwig                               | Nomination |
| Alliance of Women Film Journalists,             | 9 janvier 2018   | Meilleur scénario original                                                  | Greta Gerwig                               | Nomination |
| Alliance of Women Film Journalists,             | 9 janvier 2018   | Meilleure actrice dans un second rôle                                       | Laurie Metcalf                             | Lauréat    |
| Alliance of Women Film Journalists,             | 9 janvier 2018   | Meilleure réalisatrice                                                      | Greta Gerwig                               | Lauréat    |
| Alliance of Women Film Journalists,             | 9 janvier 2018   | Meilleure femme scénariste                                                  | Greta Gerwig                               | Lauréat    |
| Alliance of Women Film Journalists,             | 9 janvier 2018   | Accomplissement exceptionnel d'une femme dans l'industrie cinématographique | Greta Gerwig                               | Nomination |
| American Cinema Editors                         | 26 janvier 2018  | Meilleur montage - comédie ou film musical                                  | Nick Houy                                  | Nomination |
| American Film Institute Awards,                 | 5 janvier 2018   | Top 10 des meilleurs films de l'année                                       | Lady Bird                                  | Lauréat    |
| Art Directors Guild Awards,                     | 27 janvier 2018  | Meilleurs décors                                                            | Chris Jones                                | Nomination |
| Austin Film Critics Association,                | 8 janvier 2018   | Meilleur film                                                               | Lady Bird                                  | Nomination |
| Austin Film Critics Association,                | 8 janvier 2018   | Meilleur réalisateur                                                        | Greta Gerwig                               | Nomination |
| Austin Film Critics Association,                | 8 janvier 2018   | Meilleure actrice                                                           | Saoirse Ronan                              | Nomination |
| Austin Film Critics Association,                | 8 janvier 2018   | Meilleure actrice dans un second rôle                                       | Laurie Metcalf                             | Nomination |
| Austin Film Critics Association,                | 8 janvier 2018   | Meilleur scénario original                                                  | Greta Gerwig                               | Nomination |
| Austin Film Critics Association,                | 8 janvier 2018   | Prix Robert R. 'Bobby' McCurdy de révélation mémorial de l'année            | Timothée Chalamet                          | Lauréat    |
| Austin Film Critics Association,                | 8 janvier 2018   | Dix meilleurs films                                                         | Lady Bird                                  | 3e Place   |
| Boston Society of Film Critics,                 | 10 décembre 2017 | Meilleure actrice dans un second rôle                                       | Laurie Metcalf                             | Lauréat    |
| Boston Society of Film Critics,                 | 10 décembre 2017 | Meilleur scénario                                                           | Greta Gerwig                               | Lauréat    |
| British Academy Film Awards,                    | 18 février 2018  | Meilleure actrice dans un rôle principal                                    | Saoirse Ronan                              | Nomination |
| British Academy Film Awards,                    | 18 février 2018  | Meilleure actrice dans un second rôle                                       | Laurie Metcalf                             | Nomination |
| British Academy Film Awards,                    | 18 février 2018  | Meilleur scénario original                                                  | Greta Gerwig                               | Nomination |
| Casting Society of America,                     | 18 janvier 2018  | Meilleur casting pour un long-métrage studio ou indépendant - Comédie       | Jordan Thaler et Heidi Griffiths           | Lauréat    |
| Chicago Film Critics Association,               | 12 décembre 2017 | Meilleur film                                                               | Lady Bird                                  | Lauréat    |
| Chicago Film Critics Association,               | 12 décembre 2017 | Meilleur réalisateur                                                        | Greta Gerwig                               | Nomination |
| Chicago Film Critics Association,               | 12 décembre 2017 | Meilleure actrice                                                           | Saoirse Ronan                              | Lauréat    |
| Chicago Film Critics Association,               | 12 décembre 2017 | Meilleure actrice dans un second rôle                                       | Laurie Metcalf                             | Lauréat    |
| Chicago Film Critics Association,               | 12 décembre 2017 | Meilleur scénario original                                                  | Greta Gerwig                               | Nomination |
| Chicago Film Critics Association,               | 12 décembre 2017 | Réalisateur le plus prometteur                                              | Greta Gerwig                               | Lauréat    |
| Costume Designers Guild                         | 20 février 2018  | Meilleurs costumes pour un film contemporain                                | April Napier                               | Nomination |
| Critics' Choice Awards                          | 11 janvier 2018  | Meilleur film                                                               | Lady Bird                                  | Nomination |
| Critics' Choice Awards                          | 11 janvier 2018  | Meilleur réalisateur                                                        | Greta Gerwig                               | Nomination |
| Critics' Choice Awards                          | 11 janvier 2018  | Meilleure actrice                                                           | Saoirse Ronan                              | Nomination |
| Critics' Choice Awards                          | 11 janvier 2018  | Meilleure actrice dans un second rôle                                       | Laurie Metcalf                             | Nomination |
| Critics' Choice Awards                          | 11 janvier 2018  | Meilleure distribution                                                      | Lady Bird                                  | Nomination |
| Critics' Choice Awards                          | 11 janvier 2018  | Meilleur scénario original                                                  | Greta Gerwig                               | Nomination |
| Critics' Choice Awards                          | 11 janvier 2018  | Meilleure comédie                                                           | Lady Bird                                  | Nomination |
| Critics' Choice Awards                          | 11 janvier 2018  | Meilleure actrice dans une comédie                                          | Saoirse Ronan                              | Nomination |
| Dallas-Fort Worth Film Critics Association      | 13 décembre 2017 | Meilleur film                                                               | Lady Bird                                  | 3e place   |
| Dallas-Fort Worth Film Critics Association      | 13 décembre 2017 | Meilleur réalisateur                                                        | Greta Gerwig                               | 2e place   |
| Dallas-Fort Worth Film Critics Association      | 13 décembre 2017 | Meilleure actrice                                                           | Saoirse Ronan                              | 4e place   |
| Dallas-Fort Worth Film Critics Association      | 13 décembre 2017 | Meilleure actrice dans un second rôle                                       | Laurie Metcalf                             | 2e place   |
| Dallas-Fort Worth Film Critics Association      | 13 décembre 2017 | Meilleur scénario                                                           | Greta Gerwig                               | Lauréat    |
| Detroit Film Critics Society                    | 7 décembre 2017  | Meilleur réalisateur                                                        | Greta Gerwig                               | Nomination |
| Detroit Film Critics Society                    | 7 décembre 2017  | Meilleure actrice                                                           | Saoirse Ronan                              | Nomination |
| Detroit Film Critics Society                    | 7 décembre 2017  | Meilleure actrice dans un second rôle                                       | Laurie Metcalf                             | Nomination |
| Detroit Film Critics Society                    | 7 décembre 2017  | Meilleure distribution                                                      | Lady Bird                                  | Nomination |
| Detroit Film Critics Society                    | 7 décembre 2017  | Meilleur scénario                                                           | Greta Gerwig                               | Nomination |
| Directors Guild of America Awards               | 3 février 2018   | Meilleure réalisation pour un film                                          | Greta Gerwig                               | Nomination |
| Dorian Awards,                                  | 24 février 2018  | Film de l'année                                                             | Lady Bird                                  | Nomination |
| Dorian Awards,                                  | 24 février 2018  | Réalisateur de l'année                                                      | Greta Gerwig                               | Lauréat    |
| Dorian Awards,                                  | 24 février 2018  | Performance de l'année - actrice                                            | Saoirse Ronan                              | Nomination |
| Dorian Awards,                                  | 24 février 2018  | Performance de l'année - actrice dans un second rôle                        | Laurie Metcalf                             | Lauréat    |
| Dorian Awards,                                  | 24 février 2018  | Scénario de l'année                                                         | Greta Gerwig                               | Nomination |
| Evening Standard British Film Awards            | 8 février 2018   | Meilleure actrice                                                           | Saoirse Ronan                              | Nomination |
| Florida Film Critics Circle Awards,             | 23 décembre 2017 | Meilleur film                                                               | Lady Bird                                  | 2e place   |
| Florida Film Critics Circle Awards,             | 23 décembre 2017 | Meilleur réalisateur                                                        | Greta Gerwig                               | 2e place   |
| Florida Film Critics Circle Awards,             | 23 décembre 2017 | Meilleure actrice                                                           | Saoirse Ronan                              | Nomination |
| Florida Film Critics Circle Awards,             | 23 décembre 2017 | Meilleure actrice dans un second rôle                                       | Laurie Metcalf                             | 2e place   |
| Florida Film Critics Circle Awards,             | 23 décembre 2017 | Meilleur scénario original                                                  | Greta Gerwig                               | Nomination |
| Florida Film Critics Circle Awards,             | 23 décembre 2017 | Meilleure distribution                                                      | Lady Bird                                  | Nomination |
| Georgia Film Critics Association Awards         | 12 janvier 2018  | Meilleur film                                                               | Lady Bird                                  | Lauréat    |
| Georgia Film Critics Association Awards         | 12 janvier 2018  | Meilleur réalisateur                                                        | Greta Gerwig                               | Lauréat    |
| Georgia Film Critics Association Awards         | 12 janvier 2018  | Meilleure actrice                                                           | Saoirse Ronan                              | Lauréat    |
| Georgia Film Critics Association Awards         | 12 janvier 2018  | Meilleure actrice dans un second rôle                                       | Laurie Metcalf                             | Lauréat    |
| Georgia Film Critics Association Awards         | 12 janvier 2018  | Meilleur scénario original                                                  | Greta Gerwig                               | Nomination |
| Georgia Film Critics Association Awards         | 12 janvier 2018  | Meilleure distribution                                                      | Lady Bird                                  | Nomination |
| Georgia Film Critics Association Awards         | 12 janvier 2018  | Révélation de l'année                                                       | Timothée Chalamet                          | Nomination |
| Georgia Film Critics Association Awards         | 12 janvier 2018  | Révélation de l'année                                                       | Greta Gerwig                               | Nomination |
| GLAAD Media Awards                              | 12 avril 2018    | Meilleur film - Sortie étendue                                              | Lady Bird                                  | Nomination |
| Golden Globes                                   | 7 janvier 2018   | Meilleur film musical ou comédie                                            | Lady Bird                                  | Lauréat    |
| Golden Globes                                   | 7 janvier 2018   | Meilleure actrice dans un film musical ou une comédie                       | Saoirse Ronan                              | Lauréat    |
| Golden Globes                                   | 7 janvier 2018   | Meilleure actrice dans un second rôle                                       | Laurie Metcalf                             | Nomination |
| Golden Globes                                   | 7 janvier 2018   | Meilleur scénario                                                           | Greta Gerwig                               | Nomination |
| Golden Tomato Awards                            | 3 janvier 2018   | Meilleure sortie étendue de 2017                                            | Lady Bird                                  | 5e place   |
| Golden Tomato Awards                            | 3 janvier 2018   | Meilleure comédie de 2017                                                   | Lady Bird                                  | Lauréat    |
| Gotham Independent Film Awards                  | 27 novembre 2017 | Meilleure actrice                                                           | Saoirse Ronan                              | Lauréat    |
| Gotham Independent Film Awards                  | 27 novembre 2017 | Meilleur scénario                                                           | Greta Gerwig                               | Nomination |
| Gotham Independent Film Awards                  | 27 novembre 2017 | Prix Bingham Ray du réalisateur le plus prometteur                          | Greta Gerwig                               | Nomination |
| Grammy Awards                                   | 10 février 2019  | Meilleure bande-originale compilée pour un média visuel                     | Lady Bird                                  | Nomination |
| Guild of Music Supervisors Awards               | 8 février 2018   | Meilleure musique pour un film au budget inférieur à 25 millions de dollars | Brian Ross et Michael Hill                 | Lauréat    |
| Hollywood Music in Media Awards                 | 16 novembre 2017 | Meilleure supervision de musique                                            | Brian Ross                                 | Lauréat    |
| Houston Film Critics Society,                   | 6 janvier 2018   | Meilleur film                                                               | Lady Bird                                  | Lauréat    |
| Houston Film Critics Society,                   | 6 janvier 2018   | Meilleur réalisateur                                                        | Greta Gerwig                               | Lauréat    |
| Houston Film Critics Society,                   | 6 janvier 2018   | Meilleure actrice                                                           | Saoirse Ronan                              | Nomination |
| Houston Film Critics Society,                   | 6 janvier 2018   | Meilleure actrice dans un second rôle                                       | Laurie Metcalf                             | Nomination |
| Houston Film Critics Society,                   | 6 janvier 2018   | Meilleur scénario                                                           | Greta Gerwig                               | Lauréat    |
| Humanitas Prizes                                | 16 novembre 2017 | Meilleur film - Comédie                                                     | Lady Bird                                  | Lauréat    |
| IGN Awards                                      | 19 décembre 2017 | Film de l'année                                                             | Lady Bird                                  | Nomination |
| IGN Awards                                      | 19 décembre 2017 | Meilleure comédie                                                           | Lady Bird                                  | Nomination |
| IGN Awards                                      | 19 décembre 2017 | Meilleure performance dans un rôle principal                                | Saoirse Ronan                              | Nomination |
| IGN Awards                                      | 19 décembre 2017 | Meilleur réalisateur                                                        | Greta Gerwig                               | Nomination |
| Independent Spirit Awards                       | 3 mars 2018      | Meilleur film                                                               | Lady Bird                                  | Nomination |
| Independent Spirit Awards                       | 3 mars 2018      | Meilleure actrice                                                           | Saoirse Ronan                              | Nomination |
| Independent Spirit Awards                       | 3 mars 2018      | Meilleure actrice dans un second rôle                                       | Laurie Metcalf                             | Nomination |
| Independent Spirit Awards                       | 3 mars 2018      | Meilleur scénario                                                           | Greta Gerwig                               | Lauréat    |
| IndieWire Critics Poll                          | 19 décembre 2017 | Meilleur film                                                               | Lady Bird                                  | 2e place   |
| IndieWire Critics Poll                          | 19 décembre 2017 | Meilleur réalisateur                                                        | Greta Gerwig                               | 3e place   |
| IndieWire Critics Poll                          | 19 décembre 2017 | Meilleure actrice                                                           | Saoirse Ronan                              | Lauréat    |
| IndieWire Critics Poll                          | 19 décembre 2017 | Meilleure actrice dans un second rôle                                       | Laurie Metcalf                             | Lauréat    |
| IndieWire Critics Poll                          | 19 décembre 2017 | Meilleur scénario                                                           | Greta Gerwig                               | 2e place   |
| Irish Film and Television Awards,               | 15 février 2018  | Meilleure actrice dans un rôle principal                                    | Saoirse Ronan                              | Lauréat    |
| Irish Film and Television Awards,               | 15 février 2018  | Meilleur film étranger                                                      | Lady Bird                                  | Nomination |
| Location Managers Guild Awards                  | 7 avril 2018     | Meilleurs lieux de tournage pour un film contemporain                       | Michael Smith                              | Nomination |
| Location Managers Guild Awards                  | 7 avril 2018     | Meilleur commission de film                                                 | Commission de film de Sacramento           | Nomination |
| London Film Critics' Circle Awards              | 28 janvier 2018  | Film de l'année                                                             | Lady Bird                                  | Nomination |
| London Film Critics' Circle Awards              | 28 janvier 2018  | Actrice dans un second rôle de l'année                                      | Laurie Metcalf                             | Nomination |
| London Film Critics' Circle Awards              | 28 janvier 2018  | Scénario de l'année                                                         | Greta Gerwig                               | Nomination |
| London Film Critics' Circle Awards              | 28 janvier 2018  | Actrice britannique ou irlandaise de l'année                                | Saoirse Ronan                              | Nomination |
| Los Angeles Film Critics Association Awards     | 13 janvier 2018  | Meilleure actrice dans un second rôle                                       | Laurie Metcalf                             | Lauréat    |
| Los Angeles Film Critics Association Awards     | 13 janvier 2018  | Révélation                                                                  | Greta Gerwig                               | Lauréat    |
| Mill Valley Film Festival                       | 17 octobre 2017  | U.S. Cinema: Audience Favorite-Silver Award                                 | Greta Gerwig                               | Lauréat    |
| MTV Movie & TV Awards                           | 18 juin 2018     | Meilleure performance dans un film                                          | Saoirse Ronan                              | Nomination |
| National Board of Review                        | 9 janvier 2018   | 10 meilleurs films                                                          | Lady Bird                                  | Lauréat    |
| National Board of Review                        | 9 janvier 2018   | Meilleur réalisateur                                                        | Greta Gerwig                               | Lauréat    |
| National Board of Review                        | 9 janvier 2018   | Meilleure actrice dans un second rôle                                       | Laurie Metcalf                             | Lauréat    |
| National Society of Film Critics                | 6 janvier 2018   | Meilleur film                                                               | Lady Bird                                  | Lauréat    |
| National Society of Film Critics                | 6 janvier 2018   | Meilleur réalisateur                                                        | Greta Gerwig                               | Lauréat    |
| National Society of Film Critics                | 6 janvier 2018   | Meilleure actrice                                                           | Saoirse Ronan                              | 2e place   |
| National Society of Film Critics                | 6 janvier 2018   | Meilleure actrice dans un second rôle                                       | Laurie Metcalf                             | Lauréat    |
| National Society of Film Critics                | 6 janvier 2018   | Meilleur scénario                                                           | Greta Gerwig                               | Lauréat    |
| New York Film Critics Circle                    | 3 janvier 2018   | Meilleur film                                                               | Greta Gerwig                               | Lauréat    |
| New York Film Critics Circle                    | 3 janvier 2018   | Meilleure actrice                                                           | Saoirse Ronan                              | Lauréat    |
| New York Film Critics Online                    | 10 décembre 2017 | 10 meilleurs films                                                          | Lady Bird                                  | Lauréat    |
| Online Film Critics Society,                    | 28 décembre 2017 | Meilleur film                                                               | Lady Bird                                  | Nomination |
| Online Film Critics Society,                    | 28 décembre 2017 | Meilleur réalisateur                                                        | Greta Gerwig                               | Nomination |
| Online Film Critics Society,                    | 28 décembre 2017 | Meilleure actrice                                                           | Saoirse Ronan                              | Nomination |
| Online Film Critics Society,                    | 28 décembre 2017 | Meilleure actrice dans un second rôle                                       | Laurie Metcalf                             | Lauréat    |
| Online Film Critics Society,                    | 28 décembre 2017 | Meilleur scénario original                                                  | Greta Gerwig                               | Nomination |
| Online Film Critics Society,                    | 28 décembre 2017 | Meilleure distribution                                                      | Lady Bird                                  | Nomination |
| Oscars du cinéma,                               | 4 mars 2018      | Meilleur film                                                               | Lady Bird                                  | Nomination |
| Oscars du cinéma,                               | 4 mars 2018      | Meilleur réalisateur                                                        | Greta Gerwig                               | Nomination |
| Oscars du cinéma,                               | 4 mars 2018      | Meilleure actrice                                                           | Saoirse Ronan                              | Nomination |
| Oscars du cinéma,                               | 4 mars 2018      | Meilleure actrice dans un second rôle                                       | Laurie Metcalf                             | Nomination |
| Oscars du cinéma,                               | 4 mars 2018      | Meilleur scénario original                                                  | Greta Gerwig                               | Nomination |
| Festival international du film de Palm Springs  | 2 janvier 2018   | Desert Palm Achievement Award                                               | Saoirse Ronan                              | Lauréat    |
| Producers Guild of America Awards               | 20 janvier 2018  | Meilleur film                                                               | Scott Rudin, Eli Bush and Evelin O'Neil    | Nomination |
| San Diego Film Critics Society,                 | 11 décembre 2017 | Meilleur film                                                               | Lady Bird                                  | 2e place   |
| San Diego Film Critics Society,                 | 11 décembre 2017 | Meilleur réalisateur                                                        | Greta Gerwig                               | Lauréat    |
| San Diego Film Critics Society,                 | 11 décembre 2017 | Meilleure actrice                                                           | Saoirse Ronan                              | Nomination |
| San Diego Film Critics Society,                 | 11 décembre 2017 | Meilleure actrice dans un second rôle                                       | Laurie Metcalf                             | Lauréat    |
| San Diego Film Critics Society,                 | 11 décembre 2017 | Meilleur scénario original                                                  | Greta Gerwig                               | 2e place   |
| San Diego Film Critics Society,                 | 11 décembre 2017 | Révélation de l'année                                                       | Greta Gerwig                               | Nomination |
| San Diego Film Critics Society,                 | 11 décembre 2017 | Meilleure distribution                                                      | Lady Bird                                  | Nomination |
| San Francisco Film Critics Circle               | 10 décembre 2017 | Meilleur réalisateur                                                        | Greta Gerwig                               | Nomination |
| San Francisco Film Critics Circle               | 10 décembre 2017 | Meilleure actrice                                                           | Saoirse Ronan                              | Nomination |
| San Francisco Film Critics Circle               | 10 décembre 2017 | Meilleure actrice dans un second rôle                                       | Laurie Metcalf                             | Lauréat    |
| San Francisco Film Critics Circle               | 10 décembre 2017 | Meilleur scénario original                                                  | Greta Gerwig                               | Nomination |
| Festival international du film de Santa Barbara | 4 février 2018   | Prix Santa Barbara                                                          | Saoirse Ronan                              | Lauréat    |
| Satellite Awards                                | 4 février 2018   | Auteur Award                                                                | Greta Gerwig                               | Lauréat    |
| Satellite Awards                                | 4 février 2018   | Meilleur film                                                               | Lady Bird                                  | Nomination |
| Satellite Awards                                | 4 février 2018   | Meilleur réalisateur                                                        | Greta Gerwig                               | Nomination |
| Satellite Awards                                | 4 février 2018   | Meilleure actrice                                                           | Saoirse Ronan                              | Nomination |
| Satellite Awards                                | 4 février 2018   | Meilleure actrice dans un second rôle                                       | Laurie Metcalf                             | Nomination |
| Satellite Awards                                | 4 février 2018   | Meilleur scénario original                                                  | Greta Gerwig                               | Nomination |
| Satellite Awards                                | 4 février 2018   | Meilleure photographie                                                      | Sam Levy                                   | Nomination |
| Screen Actors Guild Awards                      | 21 janvier 2018  | Meilleure distribution                                                      | Lady Bird                                  | Lauréat    |
| Screen Actors Guild Awards                      | 21 janvier 2018  | Meilleure actrice                                                           | Saoirse Ronan                              | Nomination |
| Screen Actors Guild Awards                      | 21 janvier 2018  | Meilleure actrice dans un second rôle                                       | Laurie Metcalf                             | Nomination |
| Seattle Film Critics Society                    | 18 décembre 2018 | Meilleur film                                                               | Lady Bird                                  | Nomination |
| Seattle Film Critics Society                    | 18 décembre 2018 | Meilleur réalisateur                                                        | Greta Gerwig                               | Nomination |
| Seattle Film Critics Society                    | 18 décembre 2018 | Meilleure actrice                                                           | Saoirse Ronan                              | Lauréat    |
| Seattle Film Critics Society                    | 18 décembre 2018 | Meilleure actrice dans un second rôle                                       | Laurie Metcalf                             | Lauréat    |
| Seattle Film Critics Society                    | 18 décembre 2018 | Meilleur scénario                                                           | Greta Gerwig                               | Lauréat    |
| Seattle Film Critics Society                    | 18 décembre 2018 | Meilleur montage                                                            | Nick Houy                                  | Nomination |
| Seattle Film Critics Society                    | 18 décembre 2018 | Meilleure distribution                                                      | Lady Bird                                  | Nomination |
| St. Louis Film Critics Association,             | 17 décembre 2017 | Meilleur film                                                               | Lady Bird                                  | Nomination |
| St. Louis Film Critics Association,             | 17 décembre 2017 | Meilleur réalisateur                                                        | Greta Gerwig                               | Nomination |
| St. Louis Film Critics Association,             | 17 décembre 2017 | Meilleure actrice                                                           | Saoirse Ronan                              | Nomination |
| St. Louis Film Critics Association,             | 17 décembre 2017 | Meilleure actrice dans un second rôle                                       | Laurie Metcalf                             | Lauréat    |
| St. Louis Film Critics Association,             | 17 décembre 2017 | Meilleur scénario original                                                  | Greta Gerwig                               | 2e place   |
| St. Louis Film Critics Association,             | 17 décembre 2017 | Meilleure scène                                                             | L'Entraîneur dirigeant la pièce de théâtre | 2e place   |
| Teen Choice Awards,                             | 12 août 2018     | Meilleur acteur dans un film dramatique                                     | Timothée Chalamet                          | Nomination |
| Teen Choice Awards,                             | 12 août 2018     | Meilleure actrice dans un film dramatique                                   | Saoirse Ronan                              | Nomination |
| Toronto Film Critics Association                | 10 décembre 2017 | Meilleur réalisateur                                                        | Greta Gerwig                               | Lauréat    |
| Toronto Film Critics Association                | 10 décembre 2017 | Meilleure actrice                                                           | Saoirse Ronan                              | 2e place   |
| Toronto Film Critics Association                | 10 décembre 2017 | Meilleure actrice dans un second rôle                                       | Laurie Metcalf                             | Lauréat    |
| Toronto Film Critics Association                | 10 décembre 2017 | Meilleur scénario                                                           | Greta Gerwig                               | 2e place   |
| Vancouver Film Critics Circle                   | 6 janvier 2018   | Meilleur film                                                               | Lady Bird                                  | Lauréat    |
| Vancouver Film Critics Circle                   | 6 janvier 2018   | Meilleur réalisateur                                                        | Greta Gerwig                               | Nomination |
| Vancouver Film Critics Circle                   | 6 janvier 2018   | Meilleure actrice                                                           | Saoirse Ronan                              | Lauréat    |
| Vancouver Film Critics Circle                   | 6 janvier 2018   | Meilleure actrice dans un second rôle                                       | Laurie Metcalf                             | Lauréat    |
| Vancouver Film Critics Circle                   | 6 janvier 2018   | Meilleur scénario                                                           | Greta Gerwig                               | Nomination |
| Washington DC Area Film Critics Association     | 8 décembre 2017  | Meilleur film                                                               | Lady Bird                                  | Nomination |
| Washington DC Area Film Critics Association     | 8 décembre 2017  | Meilleur réalisateur                                                        | Greta Gerwig                               | Nomination |
| Washington DC Area Film Critics Association     | 8 décembre 2017  | Meilleure actrice                                                           | Saoirse Ronan                              | Nomination |
| Washington DC Area Film Critics Association     | 8 décembre 2017  | Meilleure actrice dans un second rôle                                       | Laurie Metcalf                             | Lauréat    |
| Washington DC Area Film Critics Association     | 8 décembre 2017  | Meilleur scénario original                                                  | Greta Gerwig                               | Nomination |
| Women Film Critics Circle,                      | 17 décembre 2017 | Meilleur film à propos des femmes                                           | Lady Bird                                  | Lauréat    |
| Women Film Critics Circle,                      | 17 décembre 2017 | Meilleur film réalisé par une femme                                         | Lady Bird                                  | Lauréat    |
| Women Film Critics Circle,                      | 17 décembre 2017 | Meilleur scénario écrit par une femme                                       | Greta Gerwig                               | Lauréat    |
| Women Film Critics Circle,                      | 17 décembre 2017 | Meilleure actrice de comédie                                                | Saoirse Ronan                              | Nomination |
| Writers Guild of America Awards                 | 11 février 2018  | Meilleur scénario original                                                  | Greta Gerwig                               | Nomination |